# حكومة القبايل المؤقتة
الحكومة المؤقتة في منطقة القبائل (منطقة القبايل)،(بالأمازيغية: Anavaḍ Aqvayli Uεḍil) هي حكومة مؤقتة نصبت نفسها بنفسها على شكل جمعية تشكلت في باريس من قبل الحركة من أجل تقرير مصير في منطقة القبائل وتهدف إلى استقلال القبايل.
القبايل هي منطقة جبلية تقع شرقي الجزائر العاصمة. يقوم سكان القبايل، الذين يتحدثون لغة القبائل (لغات أمازيغية)، بمظاهرات منذ عيد استقلال الجزائر من أجل الاعتراف بلغتهم وثقافتهم. 

## تاريخ
تم تشكيل حكومة مؤقتة تدعو إلى تقرير مصير القبايل مساء 1 يونيو 2010 في باريس، «لكي لا تعاني بعد الآن من الظلم والازدراء والسيطرة من قبل حكومة الجزائر». في بيان صحفي، الزعيم فرحات مهني، رئيس الحركة من أجل تقرير مصير في منطقة القبائل، أن «إنكار وجودنا، والاستخفاف بكرامتنا، والتمييز ضدنا على جميع المستويات، وقد حرمنا من هويتنا، لغتنا وثقافتنا القبايلية، سُلبت مواردنا الطبيعية، ونحن، حتى يومنا هذا، نُدار مثل الشعوب المستعمَرة، حتى الأجانب في الجزائر». وأضاف أنه «اليوم، إذا كنا بصدد تشكيل حكومتنا المؤقتة، فلا نتحمل الظلم والازدراء والسيطرة والإحباطات والتمييز التي نعاني منها منذ عام 1962».
ثم تشكلت الحكومة المؤقتة للقبائل من رئيس وتسعة وزراء، امرأتان وسبعة رجال، من ثلاث مناطق فرعية في منطقة القبائل. لكن بعد خلاف عميق مع الرئيس المتهم بإبطاء الإجراءات الوزارية، استقال وزير الموازنة ووزير الصحة والتضامن ووزير الداخلية ووزير العلاقات مع المجتمع. استقال وزير خامس بعد انتخاب مهني رئيسًا لـ ماك فرنسا. كما أقيل مهني رئيس ديوان الرئاسة.
تم قبول حكومة القبايل المؤقتة في 31 أغسطس 2013 كعضو كامل في منظمة الدول الأفريقية الناشئة (OEAS)، وهي منظمة غير حكومية أمريكية مقرها في واشنطن.